# Бальниця
Бальниця (пол. Balnica) — колишнє лемківське село у Підкарпатському воєводстві Республіки Польща, Сяноцькому повіті, гміна Команча. У 1975–1998 роках входило до складу Кроснянського воєводства. Припинило існування після депортацій 1944–1946 і 1947 років.
Знаходиться біля кордону із Словаччиною, неподалік сіл Солинка, Воля Мигова, Старий Лупків та Смільник.

## Історія
Бальниця заснована у 1549 році як королівське село на волоському праві на підставі привілею, виданого сяноцьким старостою Петром Зборовським, Іванові, синові Стеця, князя з Волі Мигової. Початково село отримало назву Банниця (пол. Bannica). Близько 1560 року на землях Бальниці безуспішно намагалися закласти інше поселення під назвою Баннічка. 1616 року селу належало 17 ланів поля.
У 1657 році війська угорського князя Юрія II Ракоці знищили село, а 1686 року відновлена з руїн Бальниця знов була дощенту зруйнована угорським військом.
Після першого поділу Речі Посполитої у 1772 році село увійшло до складу Ліського повіту Самбірського краю, а в подальшому Сяноцького краю у складі Австро-Угорщини.
У 1918–1919 роках село разом з іншими 33 селами увійшло до складу Команчанської Республіки.
Після формування польсько-словацького кордону у 1919 році, майже кілометрова ділянка вузьколійної залізничної дороги між Бальницею і Солинкою знаходилась в межах Чехословаччини, а тому кожен проїзд потяга супроводжувався польськими прикордонниками. Лише після зміни кордонів 1 листопада 1938 року уся вузькоколійка знаходилась у межах Польщі — так званий Źródliska Udavy.
Станом на 1921 рік у Бальниці мешкало 470 осіб:
- греко-католики — 426;
- римо-католики — 33;
- юдеїв — 33.

У міжвоєнний період у Бальниці розміщувалася прикордонна застава.
На 1 січня 1939 року в селі було переважно лемківське населення: з 550 жителів села — 510 українців-греко-католиків, 5 українців-римокатоликів (латинників), 25 поляків і 10 євреїв.
До виселення лемків у 1945 році в СРСР та депортації в 1947 році в рамках акції Вісла у селі була греко-католицька церква парафії Прелуки Лупківського деканату Перемиської єпархії, до якої належало також село Щербанівка.
Після другої світової війни село припинило існування, коли у 1947 році під час операції «Вісла» його мешканців було депортовано до Щецинського воєводства (тепер Західнопоморське воєводство), гміни Тшебятув, у села Роби, Гожислав та Бєчино.
У червні 2007 року з нагоди 60-ліття від часу депортації та 50-ліття заложення греко-католицької церкви святих Петра і Павла в Тшеб'ятові у Бальницю навідалась делегація колишніх мешканців села, де було відправлено панахиду на могилах предків.

## Церква Святого Архангела Михаїла

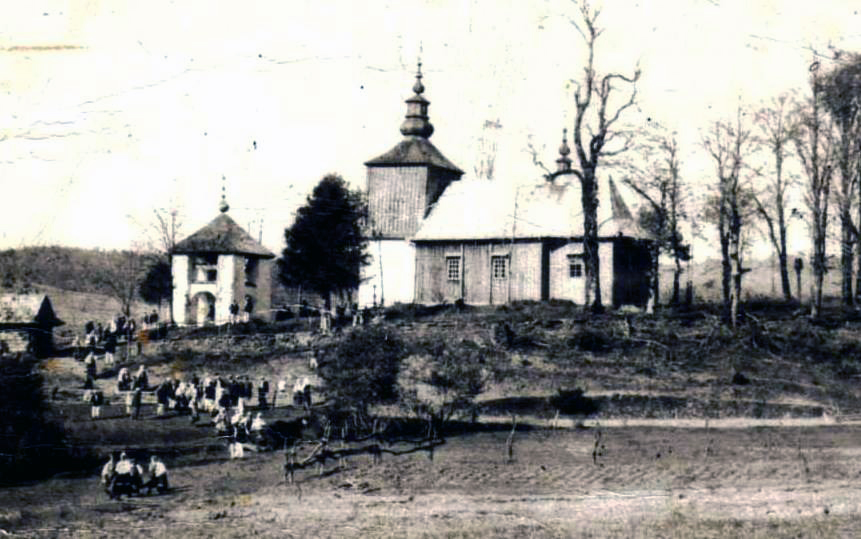
Церква Архистратига Михаїла у селі Бальниця (1856 р., розібрана у 1950-х роках)

Перша церква збудована в селі у XVII столітті. Остання, частково дерев'яна, мурована — у 1856 році і того ж року освячена. Була крита бляхою. Філіальна, парафія в с. Манів Лупківського деканату. Знищена після 1947 року. Дзвіниця-брама, на плані квадрату 3×3 м. Мала три дзвони. Знаходиться на відстані близько 15 м від місця, де стояла церква. Зараз не існує. Зберігся хрест, який вінчав її.
Чисельність парафіян: 1785 р. — 285, 1840 р. — 484, 1859 р. — 451, 1879 р. — 423, 1899 р. — 460, 1926 р. — 500 та 1936 р. — 456 осіб.
Сьогодні нагадуванням про існування тут села є збереження фрагменту муру старої церкви та цвинтар, а також каплиця оточена кам'яним муром та джерело — перед війною місце паломництва місцевих мешканців. Через це місце проходить так званий «жовтий» туристичний шлях.
Щороку на Зелену неділю у каплиці відправляється Богослужіння та освячується джерело, з якого паломники беруть цілюшу воду.
24 квітня 2006 року під час археологічних розкопок на території Бальниці було виявлено церковний дзвін діаметром 105 см і вагою 625 кг. Після консервації його було перевезено до музею-скансену у Сяніку, де він знаходиться дотепер.

## Народилися
- Стефан Сулик (1924–2020) — митрополит Філадельфійський Української Греко-Католицької Церкви (1980–2000)